# Clot de les Creus
El Clot de les Creus és un indret del terme municipal de Tremp, al Pallars Jussà, dins de l'antic terme de Gurp de la Conca.
Està situat al nord del poble de Sant Adrià, en el vessant meridional de lo Tossal, contrafort sud-oriental de la Roca de la Mola, a través del Serrat del Comellar.